# Brevir
Brevír je katoliška liturgična knjiga z dnevnimi obveznimi molitvami za duhovnike, pa tudi laike. To molitev drugače imenujemo tudi Molitveno bogoslužje ali Liturgija psalmov. Latinsko se imenuje Breviarium Romanum. Ime BREVIR izhaja iz latinske besede brevis, kar pomeni kratek, zgoščen. To je najstarejša oblika molitve, ki se je ohranila od prvih kristjanov in se preoblikovana ohranila do današnjih dni. Zadnjo preureditev brevirja je v Apostolski konstituciji, ki je uvajala molitveno bogoslužje, prenovljeno po naročilu drugega vatikanskega vesoljnega cerkvenega zbora opisal papež Pavel VI. leta 1970. Pred tem je bil brevir namenjen samo duhovnikom, sedaj pa ga molijo vsi duhovniki, redovniki, redovnice, bogoslovci in tudi nekateri laiki, kar pa se še posebno spodbuja.
Pred zadnjim koncilom je bilo molitveno bogoslužje sestavljeno iz:
```
Matutinum     (opolnoči)             JUTRANJICE, 
Laudes        (ob 3h zjutraj)          HVALNICE, 
Prima         (ob 6h zjutraj)          PRVA MOLITVENA URA,
Terca         (ob 9h dopoldan)         DRUGA MOLITVENA URA, 
Sexta         (opoldan - ob 12. uri) TRETJA MOLITVENA URA, 
Nona          (ob 15h)                 ČETRTA MOLITVENA URA, 
Vesperas      (ob 18h)                 VEČERNICE, 
Completorium  (ob 21h)                 SKLEPNICE
```

Očetje drugega vatikanskega koncila so prvo molitveno uro (primo) odpravili, Jutranjice pa razdelili na povabilo in uro bogoslužnega branja.
Danes Molitveno bogoslužje sestavljajo:
| POVABILO                | pred prvo molitveno uro, navadno pred Hvalnicami ali Uro bogoslužnega branja            |
| URA BOGOSLUŽNEGA BRANJA | kadarkoli čez dan                                                                       |
| HVALNICE                | zjutraj                                                                                 |
| DNEVNA MOLITVENA URA    | dopoldne ob 9h, opoldne ob 12h ali pa popoldne od 15h - dopuščeno je, da se moli le eno |
| VEČERNICE               | zvečer                                                                                  |
| SKLEPNICE               | pred spanjem                                                                            |